# Golpe de Estado en Guatemala de 1954
El golpe de estado ocurrido en Guatemala en 1954 fue el resultado de la operación encubierta llamada PBSUCCESS (Criptónimo CIA). Esta fue organizada por la CIA estadounidense para derrocar a Jacobo Árbenz Guzmán, el Presidente de Guatemala democráticamente electo, por oponerse a los intereses de la United Fruit Company. El golpe de Estado fue justificado a través de la excusa de que el gobierno de Árbenz había permitido que los miembros del partido comunista de Guatemala —Partido Guatemalteco del Trabajo— influyeran en las decisiones más importantes de su gobierno. Como resultado, se instaló la dictadura militar de Carlos Castillo Armas.

## Marco histórico
El gobierno de Jacobo Árbenz  presentó una serie de reformas que el espionaje estadounidense consideró comunistas y atribuyeron a la influencia soviética. Entonces propagaron el temor a que Guatemala fuese a convertirse en lo que el director de la CIA, Allen Dulles, llamó «una cabeza de playa soviética en América» (posición enemiga para la invasión). Estas acusaciones fueron utilizadas por la CIA y la administración de Eisenhower, durante la era anticomunista del Macarthismo. Principalmente el presidente Árbenz promulgó una reforma agraria que perjudicaba a la multinacional estadounidense United Fruit Company, a los intereses de la oligarquía guatemalteca y movilizó a grupos de presión en Estados Unidos.
La operación, que apenas duró de finales de 1953 a 1954, estaba planeada para armar, entrenar y tomar el país a un "Ejército de liberación" de aproximadamente 400 rebeldes bajo el mando del oficial exiliado del ejército guatemalteco Coronel Carlos Castillo Armas coordinándolo con una compleja artimaña diplomática, económica y propagandista mayormente experimental.
La invasión fue precedida desde 1951 por un plan, bautizado PBFORTUNE, para financiar y suministrar armas y provisiones a las fuerzas opositoras al presidente. Tras la invasión estaba la Operación PBHISTORY con el objetivo de dedicarse a reunir documentos gubernamentales para incriminar a Árbenz de ser un títere comunista.

## Experiencias de Ernesto "Che" Guevara en Guatemala (1954)
| El incipiente pensamiento político de Ernesto Guevara se manifestó abiertamente por primera vez en una carta enviada a su tía Beatriz el 10 de diciembre de 1953, poco antes de llegar a Guatemala donde dice, entre otras cosas: «En el paso tuve la oportunidad de pasar por los dominios de la United Fruit, convenciéndome una vez más de lo terrible que son estos pulpos. He jurado ante una estampa del viejo y llorado camarada Stalin no descansar hasta ver aniquilados estos pulpos capitalistas. En Guatemala me perfeccionaré y lograré lo que me falta para ser un revolucionario auténtico... Tu sobrino, el de la salud de hierro, el estómago vacío y la luciente fe en el porvenir socialista. Chau. Chancho.» |

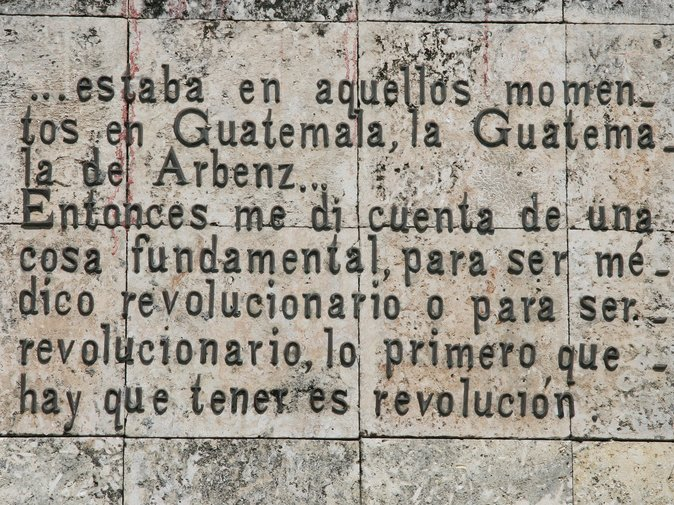
Frase del Che Guevara sobre su estadía en Guatemala. En el Memorial en Santa Clara.

Ernesto Ché Guevara estuvo poco más de nueve meses en Guatemala. Su vida en el país centroamericano fue difícil y compleja, con respecto tanto a su vida personal como a sus ideas y la definición del papel que deseaba representar. Llegó a principios de 1954, cuando ya la situación política del país era crítica. Durante ese tiempo intentó reiteradamente trabajar como médico del Estado pero las diversas gestiones nunca se concretaron y sus problemas económicos fueron muy serios.
En aquellos días Guatemala era un hervidero de grupos de exiliados y militantes progresistas e izquierdistas, fundamentalmente latinoamericanos. Al poco de llegar conoció a Hilda Gadea, que colaboraba con el gobierno de Árbenz y que más adelante se convertiría en su primera esposa; a la familia del exiliado nicaragüense Edelberto Torres, y a un grupo de exiliados cubanos participantes en la toma del Cuartel Moncada, entre los que se encontraba Ñico López, y con quien Guevara estableció una sólida amistad.
Las ideas de Guevara habían evolucionado, volviéndose mucho más comprometidas políticamente, con una clara simpatía por el comunismo. Pese a ello se mantendría apartado de cualquier organización política y cuando poco después, el Partido Guatemalteco del Trabajo (PGT), de tendencia comunista, le comunicara que debía afiliarse al partido para poder trabajar de médico en el Estado, rechazó indignado la petición.
En Guatemala comenzó a diseñar un libro titulado La función del médico en América Latina en el que consideraba que la «medicina social preventiva» y el médico constituían un eje central para una transformación revolucionaria orientada a establecer una sociedad socialista. A fines de mayo de 1954, Guevara salió de Guatemala hacia El Salvador para renovar el visado, aprovechando para visitar San Salvador y las ruinas mayas de Chalchuapa y Quiriguá, estas últimas nuevamente en Guatemala. Al regresar a Guatemala la situación del gobierno era ya desesperada y el ataque inminente.

## Invasión
A las 20:00 del 18 de junio las fuerzas del coronel golpista Castillo Armas cruzaron la frontera. Divididas en cuatro grupos, de unos 480 soldados entraron a través de cinco puntos a lo largo de la frontera hondureña y salvadoreña, para simular mayor número de soldados de un amplio frente y para reducir la posibilidad de que toda la tropa entera se encaminara por un único camino desfavorable. Además de estas tropas regulares, diez saboteadores entrenados en Estados Unidos fueron delante explotando los puentes claves y cortando las líneas de telégrafo. Todas las fuerzas de invasión fueron instruidas para reducir al mínimo encuentros reales con el ejército guatemalteco, para muchos motivos, pero sobre todo para evitar la imagen del ejército nacional contra los invasores. El desarrollo entero de la invasión fue expresamente diseñado para sembrar el pánico y dar la impresión de probabilidades insuperables, para atraer la población y a los militares a su lado, antes que derrotarlos. Durante la invasión, la propaganda radiofónica transmitía falsos informes de enormes fuerzas que se unen a la población local en una revolución popular.
Casi inmediatamente, las fuerzas de Castillo Armas se veían frente al fracaso decisivo. Invadiendo a pie y obstaculizados por el pesado equipo. Esto debilitó el impacto psicológico de la invasión inicial, pues los guatemaltecos comprendieron que no había peligro inmediato. Uno de los primeros grupos que llegaron a su objetivo, 122 rebeldes que pretendían capturar la ciudad de Zacapa, fueron aplastados por un pequeño contingente de treinta soldados del ejército guatemalteco, solo 28 rebeldes evitaron la muerte o captura. Una derrota mayor sobrevino al grupo de 170 rebeldes que emprendieron la tarea de capturar la protegida ciudad costera de Puerto Barrios. Después de que el jefe de policía descubriese a los invasores, rápidamente armó a trabajadores portuarios locales y los asignó papeles defensivos. En cuestión de horas casi todos los rebeldes fueron muertos o cautivos; el resto huyó a Honduras. Tras tres días dos de los cuatro grupos golpistas de Castillo estaban vencidos. Para intentar recuperar el ímpetu, Castillo ordenó un ataque aéreo sobre la capital al día siguiente, que fracasó puesto que solo un avión logró bombardear una pequeña cisterna de petróleo, creando un fuego menor sofocado en 20 minutos.
Después de estos fracasos rebeldes, el presidente Árbenz mandó a su comandante militar que permitiese a los rebeldes adentrarse en el país. Árbenz y su comandante principal no temían el ejército rebelde pero estaban preocupados de que si eran aplastados darían un pretexto para una intervención abierta militar estadounidense, como en otros países. Este miedo acobardó a la clase oficial, quitando el deseo contraatacar y derrotar la diezmada tropa de Castillo. La presencia de fuerzas de asalto anfibias estadounidenses extendió el rumor de un desembarco de marineros estadounidenses en Honduras. El miedo retornó a Árbenz, y esta vez temió que los oficiales intimidados pactaran con Castillo. Su miedo se confirmó y una guarnición entera del ejército se rindió ante Castillo unos días más tarde en la ciudad de Chiquimula. Árbenz convocó su gabinete para explicar que el ejército estaba en la rebelión y el 27 de junio Árbenz anunció su renuncia.

## Disculpas de los presidentes Bill Clinton y Álvaro Colóm
El presidente de Estados Unidos, Bill Clinton, se disculpó con la nación de Guatemala en marzo de 1999 por las atrocidades cometidas por las dictaduras respaldadas por los Estados Unidos. La disculpa se produjo durante un encuentro en Guatemala en el que participaron líderes de diversos sectores de la sociedad del país, incluidos indígenas y mujeres. Clinton declaró: "Para los Estados Unidos es importante que declare claramente que el apoyo a las fuerzas militares y las unidades de inteligencia que participaron en la violencia y la represión generalizada fue incorrecto y los Estados Unidos no deben repetir ese error". La disculpa llegó pronto, luego de la publicación de un informe de la comisión de la verdad que documentó el apoyo de los Estados Unidos a las fuerzas militares que cometieron genocidio.
En mayo de 2011 el gobierno guatemalteco firmó un acuerdo con la familia sobreviviente de Árbenz para restaurar su legado y disculparse públicamente por el papel del gobierno en su destitución. Esto incluyó un acuerdo financiero para la familia. La disculpa formal fue realizada en el Palacio Nacional por el presidente de Guatemala, Álvaro Colom, el 20 de octubre de 2011, a Jacobo Árbenz Villanova, hijo del expresidente y político guatemalteco. Colom afirmó: “Fue un crimen para la sociedad guatemalteca y fue un acto de agresión a un gobierno que iniciaba su primavera democrática”. El acuerdo establecía varias formas de reparación para los familiares de Árbenz Guzmán.

## Cronología de sucesos que llevaron al derrocamiento de Árbenz
La siguiente es una cronología de los principales sucesos que llevaron al derrocamiento del presidente Árbenz:
| Fecha                     | Suceso |
| ------------------------- | --- |
| 15 de mayo de 1950        | Thomas Corcoran, quien cabildeaba para la United Fruit Company en el congreso de los Estados Unidos, se reunió con el asistente del secretario para asuntos interamericanos, Thomas Mann, para solicitarle ayuda para derrocar al presidente Juan José Arévalo. |
| 3 de septiembre de 1950   | Un operativo de la CIA llegó a la Ciudad de Guatemala y estableció contacto con un grupo estudiantil anticomunista. |
| 11 de noviembre de 1950   | Árbenz fue elegido presidente. |
| 15 de marzo de 1951       | Árbenz tomó posesión como presidente. |
| 22 de agosto de 1951      | La United Fruit Company advirtió a sus trabajadores de que cualquier incremento en los sueldos haría insostenibles las operaciones en Guatemala y la forzaría a retirarse del país. |
| 15 de septiembre de 1951  | Una tormenta tropical arrasó con las principales plantaciones de la United Fruit Company en Tiquisate; la frutera anunció posteriormente que no iba a rehabilitar las plantaciones hasta que hubiese concluido un estudio económico de sus operaciones en Guatemala. |
| 26 de septiembre de 1951  | La United Fruit Company suspendió a tres mil setecientos cuarenta y dos empleados, rehusándose a cumplir con la orden del inspector general de trabajo de Guatemala para que rehabilitara a los trabajadores suspendidos. |
| 30 de octubre de 1951     | Walter Turnbull, vicepresidente de la United Fruit Company le dio un ultimátum a Árbenz: la UFCO no iba a reabrir sus plantaciones sin que tuviera la seguridad de que los costos de la mano de obra se mantuvieran estables por tres años y sólo con la eliminación de leyes desfavorables. |
| 5 de noviembre de 1951    | El director de la Central de Inteligencia Americana Dulles y King recibieron a representantes de la UFCO, quienes les ofrecieron inteligencia, ayuda logística y financiera para cualquier programa que la CIA desarrollara para derrocar al presidente Árbenz. |
| 19 de diciembre de 1951   | La Great White Fleet de la United Fruit Company anunció que iba a bajar el número de viajes de pasajeros a Guatemala. |
| 2 de enero de 1952        | La Corte de Apelaciones de Trabajo dictaminó que la United Fruit Company debía reanudar sus operaciones en Tiquisate y pagarle a sus tres mil setecientos cuarenta y dos empleados los sueldos atrasados. |
| 12 de marzo de 1952       | El inspector general de la CIA, Stuart Hedden, se reunió con el abogado de la United Fruit Company Thomas Corcoran quien le aseguró que la UFCO apoyaba el movimiento revolucionario de Castillo Armas. |
| 22 de marzo de 1952       | Memo interno de la CIA indicó que la agencia iba a ayudar a Castillo Armas desde ese momento. |
| 25 de marzo de 1952       | La oficina de la CIA en la Ciudad de México empezó a recibir reportes semanales de parte de Castillo Armas. |
| abril de 1952             | El presidente Somoza de Nicaragua visitó Washington D. C. |
| 17 de junio de 1952       | Árbenz aprobó la ley de Reforma Agraria. |
| julio de 1952             | El presidente Anastasio Somoza García de Nicaragua regresó a Managua a bordo de un avión militar norteamericano. Durante el vuelo convenció al coronel Cornelius Mara, asistente militar del presidente Truman de presentarle al presidente el plan para ayudar a Castillo Armas. |
| 10 de julio de 1952       | Allen Dulles se entrevistó con el secretario de Estado Mann para solicitar la aprobación de la operación PBFORTUNE: un plan para derrocar a Árbenz con la ayuda de Carlos Castillo Armas. |
| 7 de agosto de 1952       | Se inició la distribución de tierras en Guatemala de acuerdo a la Reforma Agraria. |
| 18 de agosto de 1952      | El director de la Central de Inteligencia Americana aprobó la operación PBFORTUNE. |
| 2 de octubre de 1952      | La aerolínea estadounidense Pan American llegó a un acuerdo con sus trabajadores guatemaltecos que habían estado en huelga por tres meses, incrementándoles el sueldo en veintitrés centavos. |
| 3 de octubre de 1952      | Luego de varios cuestionamientos indiscretos por parte de algunos diplomáticos latinoamericanos acerca de la inminente operación encubierta, el asistente del secretario de Estado Mann envió un telegrama al secretario de Estado Achesn para informarle de estos cuestionamientos y del descubrimiento de que el plan contemplaba suministrarle armas a Castillo Armas, y no sólo la ayuda financiera originalmente autorizada por el estado. |
| 8 de octubre de 1952      | Acheson y Bruce convocaron a Wisner y a King y les ordenaron detener la operación PBFORTUNE. |
| diciembre de 1952         | El general Dwight Eisenhower y los republicanos ganaron las elecciones presidenciales en los Estados Unidos con la promesa de repeler la amenaza comunista. |
| 11 de diciembre de 1952   | El partido comunista de Guatemala inauguró el segundo congreso del partido, al que asistieron importantes miembros del gobierno de Árbenz. |
| 12 de diciembre de 1952   | Trabajadores de la plantación bananera en Tiquisate de la United Fruit Company solicitaron que se decomisaran veintidós mil trescientas hectáreas de tierras ociosas a la frutera. |
| 19 de diciembre de 1952   | Se legalizó el partido comunista de Guatemala, el Partido Guatemalteco del Trabajo. |
| 5 de febrero de 1953      | El Congreso de Guatemala desconoció a la Corte Suprema de Justicia por ignorancia de la ley e incompetencia manifiesta para administrar justicia luego de que la Corte emitió un recurso de amparo en contra de la confiscación de tierras ociosas. |
| 25 de febrero de 1953     | El gobierno de Guatemala confiscó noventa y seis mil hectáreas de tierras ociosas a la United Fruit Company, como parte de la Reforma Agraria. |
| 18 de marzo de 1953       | NSC 144/1, Objetivos y Cursos de los Estados Unidos con respecto a América Latina, advierte de un cambio en el área hacia los regímenes nacionalistas y radicales. |
| 29 de marzo de 1953       | Alzamiento de Salamá; con este intento de sublevación comenzó la campaña para suprimir a los anticomunistas en Guatemala. |
| 19 de agosto de 1953      | La Oficina de Asuntos Interamericanos de los Estados Unidos hizo un boceto de un documento en el que se oponía a una política de intervencionismo solapado en Guatemala. |
| 11 de septiembre de 1953  | El coronel J.C. King recibió el plan general de acción de PBSUCCESS. |
| octubre de 1953           | John Puerifoy, experto en anticomunismo del Departamento de Estado estadounidense, llegó a la Ciudad de Guatemala como embajador de los Estados Unidos. |
| 9 de noviembre de 1953    | José Manuel Fortuny viajó a Praga para negociar la compra de armas a Checoslovaquia. |
| 16 de noviembre de 1953   | Frank Wisner aprobó el plan y recomendó al director de la CIA que lo aceptara. |
| 25 de noviembre de 1953   | Una reunión de alto nivel se realizó en la CIA para discutir mantener a Cabot ajeno a PBSUCCESS. |
| 9 de diciembre de 1953    | El director general de la Central de Inteligencia Americana Allen Dulles aprobó el plan general para PBSUCCESS y le asignó tres millones de dólares. |
| 23 de diciembre de 1953   | La estación LINCOLN de la CIA —cuartel general de la operación PBSUCCESS en la Florida— inició sus operaciones. |
| 1 de enero de 1954        | En Rip Robertson comienza el entrenamiento de las Tropas del Ejército de Liberación . |
| 18 de enero de 1954       | Alfonso Martínez, director del Departamento Agrícola huyó a Suiza y luego se dirigió a Praga para concluir la negociación de armamento. |
| 25 de enero de 1954       | El gobierno guatemalteco ordenó arrestos masivos de sospechosos de subversión. |
| 29 de enero de 1954       | La prensa guatemalteca acusó al gobierno de los Estados Unidos de estar planeando una invasión al país; reveló detalles sustanciales de la Operación PBSUCCESS. |
| 2 de febrero de 1954      | Sydney Gruson, corresponsal del periódico The New York Times fue expulsado de Guatemala por el canciller guatemalteco Guillermo Toriello. Wisner y King se reunieron para decidir si era prudente abortar la operación PBSUCCESS]] debido a las filtraciones a la prensa. |
| 19 de febrero de 1954     | Comenzó la operación WASHTUB, que era un plan para implantar un depósito de armas soviéticas falso en Nicaragua para demostrar que Guatemala tenía nexos con Moscú. La operación tuvo muy poca credibilitad. |
| 24 de febrero de 1954     | El gobierno de Guatemala confiscó setenta mil hectáreas de tierras ociosas a la United Fruit Company, como parte de la Reforma Agraria. |
| 1.º de marzo de 1954      | Empezó la conferencia de Caracas de la Organización de los Estados Americanos. |
| 4 de marzo de 1954        | John Foster Dulles habló en la conferencia de Caracas. |
| 5 de marzo de 1954        | El ministro de relaciones exteriores de Guatemala, Guillermo Toriello, refutó los cargos hechos por los Estaods Unidos. |
| 13 de marzo de 1954       | La Organización de los Estados Americanos condenó el Comunismo en Guatemala por una votación de 17 a 1. |
| 21 de marzo de 1954       | El programa de entrenamiento paramilitar graduó a treinta y siete alumnos guatemaltecos en sabotaje. |
| 9 de abril de 1954        | El arzobispo guatemalteco Mariano Rossell y Arellano emitió una carta pastoral pidiendo por una cruzada nacional contra el Comunismo. |
| 10 de abril de 1954       | Wisner le informó al secretario de Estado asistente, Henry Holland, de PBSUCCESS. Holland, muy asustado, exige que se haga una revisión del proyecto al más alto nivel. |
| 17 de abril de 1954       | John Foster Dulles, secretario de Estado y accionista de la UFCO y su hermano Allen Dulles, director de la CIA dieron luz verde a la operación PBSUCCESS. |
| 1.º de mayo de 1954       | La radio Voz de la Liberación —operación SHERWOOD— principió sus transmisiones clandestinas. |
| 15 de mayo de 1954        | El SS Alfhem atracó en Puerto Barrios con un cargamento de armas provenientes de Checoslovaquia. |
| 20 de mayo de 1954        | Un comando de saboteadores atacó un tren con las armas que venían en el Alfhem; un saboteador y un soldado murieron. Hubo otros intentos de sabotaje el 21 y el 25 de mayo, pero todos fracasaron. La radio oficial de Guatemala se retira del aire para reemplazar su transmisor. No retomó las emisiones hasta mediados de junio. Nicaragua rompió relaciones diplomáticas con Guatemala. |
| 24 de mayo de 1954        | La marina de los Estados Unidos dio comienzo a la operación HARDROCK BAKER, para bloquear el espacio marítimo de Guatemala. |
| 29 de mayo de 1954        | Árbenz hizo una redada de subversivos, capturando a casi todos los miembros del aparato clandestino de Carlos Castillo Armas. |
| 31 de mayo de 1954        | Árbenz ofreció reunirse con Eisenhower para disminuir la tensión. |
| 4 de junio de 1954        | El coronel Rodolfo Mendoza de la fuerza aérea guatemalteca deserta hacia El Salvador en un avión privado. |
| 8 de junio de 1954        | Víctor Manuel Gutiérrez, secretario general de la Central General de Trabajadores de Guatemala —CGTG— tiene una reunión especial con los dirigentes de los sindicatos de trabajadores agrícolas y obreros y les insta a movilizarse para la autodefensa. |
| 15 de junio de 1954       | Se lanzó a los equipos de sabotaje. Las fuerzas invasores se desplazaron a zonas estratégicas. |
| 18 de junio de 1954       | A las 17:00 horas, Árbenz llevó a cabo un masivo mitin en la estación del ferrocarril, mientras aviones de la CIA surcaban el espacio aéreo. A las 20:20 horas, Castillo Armas cruzó la frontera. |
| 19 de junio de 1954       | A la 1:50 de la madrugada, los invasores dinamitaron el puente de Gualán. |
| 20 de junio de 1954       | Los rebeldes tomaron Esquipulas pero fueron derrotados en Gualán. |
| 21 de junio de 1954       | La mayor fuerza de los rebeldes sufrió una desastrosa derrota en Puerto Barrios. |
| 25 de junio de 1954       | Los rebeldes bombardearon el fuerte de Matamoros y capturaron Chiquimula. Aviones de la CIA atacaron trenes de transporte de tropas. |
| 27 de junio de 1954       | Árbenz renunció sorpresivamente. Castillo Armas atacó Zacapa pero fue derrotado y tuvo que regresar a Chiquimula. Aviones de la CIA bombardearon un carguero británico en el Puerto de San José. |
| 28 de junio de 1954       | Díaz, Sánchez y Monzón formaron una junta de gobierno a las 11:45. Se rehusaron a negociar con Castillo Armas. Los F-47 arrojaron dos bombas a las 15:30. |
| 29 de junio de 1954       | Monzón tomó el control de la junta y solicitó negociaciones con Castillo Armas. El Batallón de Zacapa negoció el cese al fuego con Castillo Armas. |
| 30 de junio de 1954       | Wisner envió el telegrama de cambio de dirección, solicitando a los oficiales que se retiraran de cuestiones políticas. |
| 1.º de julio de 1954      | Monzón y Castillo Armas se reunieron en Honduras para limar sus diferencias. |
| 2 de julio de 1954        | SHERWOOD dejó de transmitir y empezó a retirarse de Guatemala. |
| 4-17 de julio de 1954     | PBHISTORY Un equipo de recuperación de la CIA recopiló ciento cincuenta mil documentos relacionados con el comunismo en la Ciudad de Guatemala. |
| 12 de julio de 1954       | Se cerró la oficina LINCOLN de la CIA en Florida. |
| 1 de agosto de 1954       | Desfile de Día de la Unidad Nacional del Ejército. El Ejército de Carlos Castillo Armas de acantona en el Hospital Roosvelt |
| 2 de agosto de 1954       | Rebelión de los Cadetes de la Escuela Politécnica |
| 1.º de septiembre de 1954 | Carlos Castillo Armas asumió la presidencia de Guatemala. |
| 26 de julio de 1957       | Carlos Castillo Armas fue asesinado. |
| 1958                      | El historiador Ronald Schneider analizó los documentos comunistas guatemaltecos confiscados como parte de la operación PBHISTORY. Schneider concluyó que el gobierno de Guatemala estaba fuertemente influenciado por el comunismo pero no encontró evidencias de que hubiera influencia comunista en las filas del Ejército de Guatemala. |
| 1982                      | Los historiadores Schlesinger, Kinzer e Immerman obtuvieron cien páginas de documentos archivados relaciones con el golpe de Estado en Guatemala gracias al Acta de Libertad de Información de los Estados Unidos. Schlesinger y Kinzer concluyeron que el régimen de Árbenz era de tendencia nacionalista en vez de comunista y que la intervención norteamericana se debió a los problemas de la United Fruit Company y que fue un curso en imperialismo económico. Asimismo, Immerman concluyó que el régimen de Árbenz no era comunista sino que era nacionalista; pero Immerman indica que la intervención norteamericana ocurrió porque el gobierno del presidente Eisenhower creyó equivocadamente que el régimen de Árbenz era comunista. |
| 1991                      | Piero Gleijeses concluyó un estudio de la intervención de 1954 basado en entrevistas post facto con los principales participantes guatemaltecos de los eventos de 1944 a 1954. Concluyó que el gobierno de Árbenz estuvo fuertemente influenciado por el Comunismo y que la intervención norteamericana fue un acto de negligencia criminal sin provocación. El estudio se enfoca principalmente en la versión guatemalteca de la historia y presenta muy poco análisis del proceso de toma de decisiones de los Estados Unidos. |
| 1997                      | La CIA desclasificó una pequeña parte de su colección de sus documentos clasificados como parte de la campaña de apertura de información del presidente Clinton. Incluyó el estudio de Nicholas Cullather sobre el golpe de Estado en Guatemala. |
| mayo de 2003              | La CIA desclasificó doce mil ochocientos cincuenta documentos archivados, lo que da una muestra de la gran cantidad de inteligencia documentada que hubo para el golpe de Estado en Guatemala. |